# Chile Vamos
Chile Vamos (ChV) es una coalición política chilena de centroderecha a derecha. Fue fundada el 29 de enero de 2015 y está compuesta por tres partidos: la Unión Demócrata Independiente (UDI), Renovación Nacional (RN) y Evolución Política (Evópoli). Hasta febrero de 2022, integró también la coalición el Partido Regionalista Independiente Demócrata (PRI), el cual fue disuelto en dicha fecha por el Servicio Electoral de Chile (Servel).
El 27 de abril de 2016 se registró oficialmente en el Servel para disputar las elecciones municipales del mismo año. Sucesora de la Alianza por Chile y de las restantes coaliciones de centroderecha que se han formado desde el retorno de la democracia en la década de 1990, formó parte de la oposición al segundo gobierno de Michelle Bachelet (2014-2018), y fue la coalición oficialista durante el segundo mandato de Sebastián Piñera (2018-2022). A partir de marzo de 2022 es parte de la oposición al gobierno de Gabriel Boric.
Para las elecciones de convencionales constituyentes de 2021 la coalición incluyó al Partido Republicano y adoptó el nombre de Vamos por Chile, mientras que para las elecciones parlamentarias de ese mismo año usó el nombre de Chile Podemos Más. En el caso de las elecciones de consejeros constitucionales de 2023 el pacto conformado por los partidos de Chile Vamos fue inscrito bajo el nombre de Chile Seguro.

## Historia

### Orígenes

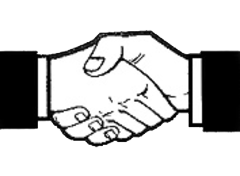
Emblema de la Alianza, utilizado en las elecciones de 2001, 2005 y 2013.

Sus miembros más representativos –la Unión Demócrata Independiente (UDI) y Renovación Nacional (RN)– se conformaron en la década de 1980, siendo colaboradores de la dictadura militar, y posteriormente fueron parte de la oposición a los gobiernos de la Concertación de Partidos por la Democracia, alianza que encabezó el gobierno chileno entre marzo de 1990 y marzo de 2010.
La coalición integrada por la UDI y RN llegó por primera vez al gobierno en 2010, formando parte de  la primera administración de Sebastián Piñera.
En ese periodo surgieron nuevos movimientos de centro-derecha de naturaleza liberal, entre los que se cuenta el partido Evolución Política (Evópoli), fundado en 2013, lo que fue generando las condiciones para la conformación de un nuevo referente político de la centro-derecha.
En 2013 Evópoli apoyó a la candidata presidencial de la Alianza, Evelyn Matthei, quien resultó derrotada por Michelle Bachelet. Con el fin del gobierno de Piñera, en marzo de 2014, la Alianza volvió a la oposición.

### Fundación

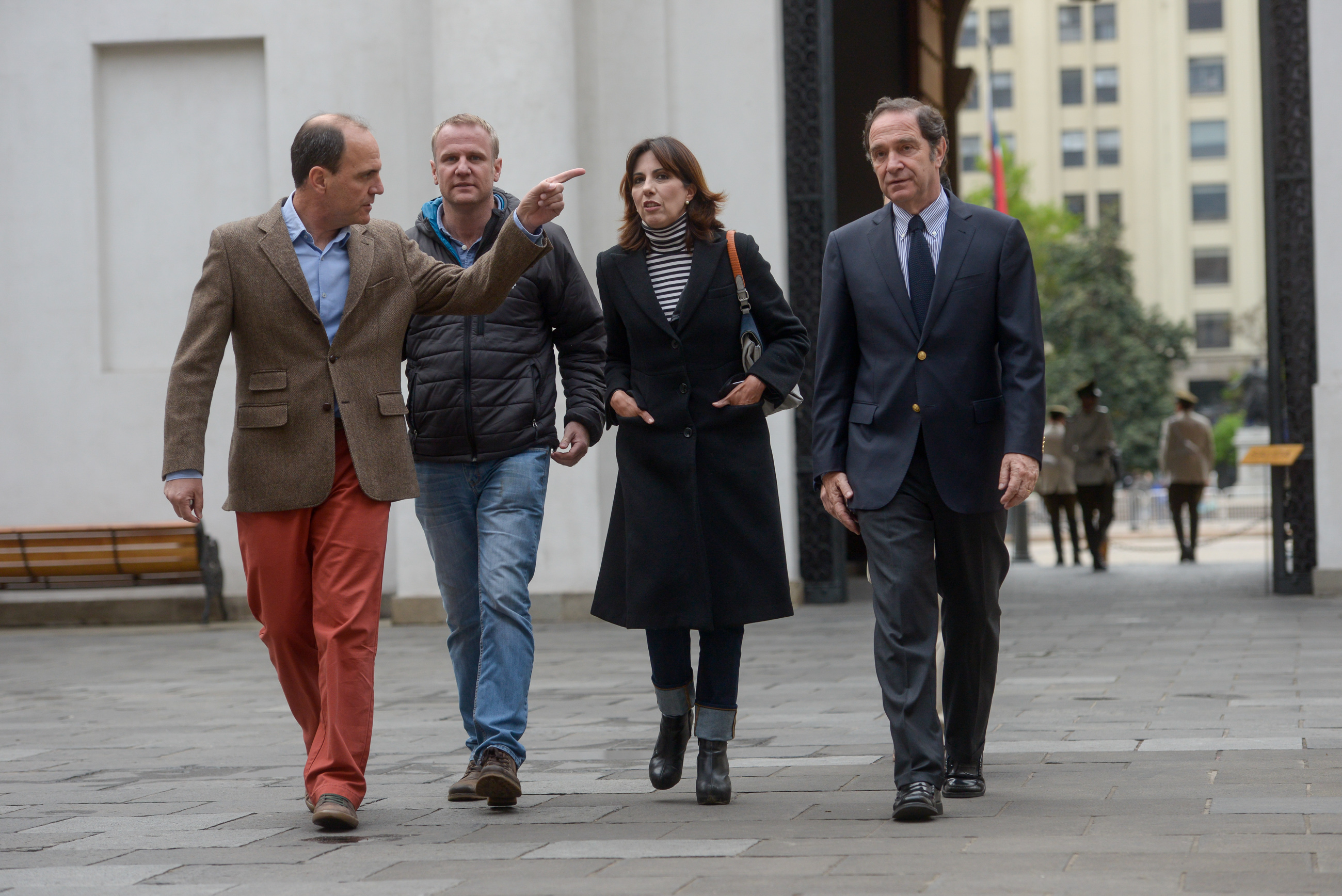
Los presidentes de los partidos de Chile Vamos en octubre de 2016. De izquierda a derecha: Cristián Monckeberg (RN), Felipe Kast (Evópoli), Alejandra Bravo (PRI) y Hernán Larraín (UDI).

El 2 de agosto de 2014, durante el Consejo Nacional de RN realizado en Santiago, el presidente del partido, Cristián Monckeberg, hizo un llamado a su agrupación junto a la UDI y al entonces movimiento político Evópoli a refundar la Alianza bajo el nombre de Coalición por la Libertad. También se realizaron negociaciones con el Partido Regionalista Independiente (PRI) para que se sumara a la coalición, las que concluyeron en diciembre de 2014, cuando se acordó la creación de una nueva coalición para enfrentar las elecciones municipales de 2016 y presidenciales, parlamentarias y de consejeros regionales de 2017.
Fue creada oficialmente el 29 de enero de 2015 por los secretarios generales de los partidos integrantes en un acto realizado en el edificio del ex Congreso Nacional de Chile, a partir de entonces se inició el proceso de búsqueda de un nombre para la coalición.
En agosto de 2015, los cuatro partidos miembros acordaron presentar dos listas para las elecciones de concejales de 2016: una compuesta por RN y la UDI, y la otra compuesta por el PRI y Evópoli. El mismo mes, se señaló a «Levantemos» como el nombre que generaba mayor consenso dentro de la coalición como su marca. Sin embargo, el nombre generó una polémica con la ONG Desafío Levantemos Chile, la cual expresó su rechazo por la similitud del nombre y logotipo. Desde el bloque opositor argumentaron que el nombre de la coalición aún no estaba oficializado, y que «Levantemos» era sólo una de las opciones a considerar.
El 4 de octubre de 2015 fue presentado oficialmente el nuevo nombre y logotipo de la coalición, que resultaría el definitivo: Chile Vamos. Si bien se anunció que el lanzamiento oficial de la coalición se realizaría el 19 de octubre, ello ocurrió finalmente el 19 de diciembre en el edificio del ex Congreso Nacional.

### Elecciones de 2016 y 2017
El 27 de abril de 2016 Chile Vamos quedó oficialmente inscrita ante el Servicio Electoral (Servel) para competir en sus elecciones primarias de alcaldes y las elecciones municipales de ese año. El 24 de noviembre la coalición acordó presentar tres listas de concejales para las elecciones municipales de 2016: una de la UDI, otra de RN, y una tercera conformada por el PRI y Evópoli.
En las elecciones primarias presidenciales de 2017, realizadas el 2 de julio de ese año, fue electo el expresidente de la República Sebastián Piñera como abanderado presidencial único del conglomerado. En dichos comicios, superó al senador Manuel José Ossandón (RN) y al diputado Felipe Kast (Evópoli).
En la elección presidencial de 2017, su representante pasó a segunda vuelta electoral, venciendo el 17 de diciembre de ese año al candidato de la Nueva Mayoría, el entonces senador Alejandro Guillier, con 3.796.918 votos, correspondientes al 54,57% del total de los sufragios válidamente emitidos. Así, Chile Vamos se convirtió en la coalición oficialista durante el segundo gobierno de Piñera.

### Crisis interna
A partir de octubre de 2019, el gobierno de Chile Vamos enfrentó masivas protestas. Con el fin de buscar una salida política a la crisis, el 15 de noviembre de dicho año, la mayoría de los partidos firmó el Acuerdo por la Paz Social y la Nueva Constitución, incluyendo a la UDI, RN y Evópoli. Dicho acuerdo generó el inicio de un proceso constituyente para reemplazar la Constitución de 1980.
El 20 de diciembre de 2019 la entonces presidenta de la UDI, Jacqueline van Rysselberghe, anunció la congelación de relaciones de su partido en la coalición tras un desacuerdo con la votación de los otros miembros del bloque en las cuotas de género para las elecciones de convencionales constituyentes.
Los partidos integrantes de la coalición no presentaron una postura única en el plebiscito nacional del 25 de octubre de 2020 . Así, un sector de Renovación Nacional apoyó las opciones «Apruebo» (al proceso constituyente) y «Convención Constitucional», mientras que otro sector —dentro del partido— se inclinó por el «Rechazo». En cambio, el 10 de enero de 2020, el Consejo General de la UDI, estableció como postura oficial del partido el «Rechazo» a la nueva Constitución. Evópoli, en un primer momento se inclinó por la opciones «Apruebo» y «Convención Mixta Constitucional», pero luego su Consejo General dio libertad de acción a sus militantes respecto de la primera opción, manteniendo su apoyo a la «Convención Mixta Constitucional». El PRI, por su parte, se inclinó por las opciones «Apruebo» y «Convención Constitucional». Dichas diferencias mencionadas anteriormente provocaron una fractura ideológica dentro de la coalición.
Paralelamente, el 9 de julio de 2020, el gobierno de Sebastián Piñera congeló el comité político con los integrantes de Chile Vamos por el apoyo que tuvieron ciertos adherentes de la coalición en la votación sobre el proyecto de retiro de fondos de las AFP, aprobado por la Cámara de Diputadas y Diputados en su primer trámite el 8 de julio. Por otro lado, Evópoli anunció que estudiaría su permanencia dentro de la coalición, luego de distanciamientos ideológicos con RN.
El 31 de octubre de 2020 una facción de Evópoli, en particular los parlamentarios de la Región de la Araucanía, decidieron congelar las relaciones con el gobierno tras la muerte de carabinero en el conflicto que vive la zona, lo cual fue criticado por la UDI. El 1 de diciembre del mismo año, los parlamentarios de Evópoli anunciaron la descongelación de la relación con el gobierno, tras una reunión con el entonces ministro del Interior y Seguridad Pública, Rodrigo Delgado.

### Elecciones de 2021

#### Convencionales constituyentes, municipales y gobernadores

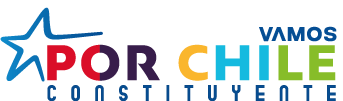
Logotipo de «Vamos por Chile».

Tras el triunfo de las opciones «Apruebo» y «Convención Constitucional» en el plebiscito nacional del 25 de octubre de 2020, el 11 de enero de 2021 la coalición inscribió la lista denominada «Vamos por Chile» para las elecciones de convencionales constituyentes, sumando en dicho pacto al Partido Republicano, logrando obtener a 37 de los 155 integrantes de la Convención Convencional. El 25 de abril de 2021, el presidente Piñera convocó a una reunión con todos los partidos de la coalición oficialista; en dicha instancia, Evópoli decidió restarse y no participar, profundizando cierta disidencia con los partidos de la coalición de Chile Vamos y la conducción política que ha tenido el gobierno en la crisis sanitaria.
En las primeras elecciones de gobernadores regionales, realizadas el 15 y 16 de mayo de 2021 con conjunto con la de convencionales constituyentes y alcaldes y concejales (municipales), la coalición sólo obtuvo la elección de un gobernador regional, el independiente Luciano Rivas Stepke, en la Región de La Araucanía.

#### Presidencial
En las elecciones primarias presidenciales, Chile Vamos convocó a 1.343.892 electores, y compitieron por representar al sector en las elecciones de noviembre del mismo año, cuatro candidatos: el exalcalde de Las Condes, Joaquín Lavín, por la UDI; el exdiputado y el ministro de Defensa Nacional, Mario Desbordes, por RN; el exministro de Hacienda Ignacio Briones, por Evópoli; y quien resultó vencedor, el exministro de Desarrollo Social y Familia, y presidente de BancoEstado, en calidad de independiente, Sebastián Sichel, quien obtuvo 659.570, votos correspondientes al 49,08% del total de los sufragios válidamente emitidos.
El candidato de Chile Vamos, Sebastián Sichel, obtuvo un 12,78 % de las preferencias en la elección presidencial de noviembre de 2021, resultando en el cuarto lugar. Por primera vez desde el retorno de la democracia, la candidatura presidencial de la UDI y RN no resultó entre una de las dos primeras preferencias. Dicha elección se vio marcada por el apoyo de varios personeros de Chile Vamos al candidato del Partido Republicano, José Antonio Kast, quien obtuvo el primer lugar en la primera vuelta.

#### Parlamentarias

Logotipo de «Chile Podemos Más».

El 6 de agosto de 2021 el Partido Republicano inscribió su pacto de candidaturas parlamentarias junto al Partido Conservador Cristiano (PCC) e independientes bajo la denominación de Frente Social Cristiano (FSC), mientras que en las elecciones de consejeros regionales fueron cada uno en una lista individual; de este modo el Partido Republicano —presidido por José Antonio Kast— rechazó repetir el pacto electoral inscrito con Chile Vamos para las elecciones de convencionales constituyentes.
Por otra parte, la entonces coalición oficialista evaluó cambios de nombre para su lista parlamentaria, a fin de incorporar conceptos de la campaña presidencial de Sebastián Sichel; entre los nombres evaluados se encontraban «Chile Puede Más», «Por un Chile Libre», «Somos Más» y «Se Puede». Finalmente, el 20 de agosto de 2021 en la comuna de Recoleta fue presentado el pacto para las elecciones parlamentarias bajo el nombre de «Chile Podemos Más», estilizado como «Chile Podemos +» e inscrito ante el Servicio Electoral (Servel) como «Chile Podemos M+s».

### Nueva crisis interna
De cara a la segunda vuelta de la elección presidencial, realizada en diciembre de 2021, los cuatro partidos de Chile Vamos apoyaron a José Antonio Kast. Tras la derrota de Kast ante el candidato de Apruebo Dignidad, Gabriel Boric, la coalición se sumó en una nueva crisis interna.
En marzo de 2022, con la asunción del gobierno de Boric, Chile Vamos pasó a la oposición. Durante la elección de la mesa directiva del Senado, el 11 de marzo, hubo un quiebre entre sus partidos, pues la UDI y Evópoli pactaron con la centroizquierda, mientras que RN insistió en llevar un candidato propio, Manuel José Ossandón, a la presidencia de la cámara alta. Tras la elección de Álvaro Elizalde (PS) con los votos de la UDI y Evópoli, RN se declaró en reflexión respecto a su continuidad en Chile Vamos. Algunos de sus miembros, como el propio Ossandón y Mario Desbordes, fueron más allá, declarando el pacto como quebrado.

### Plebiscito constitucional y proceso constituyente
Para establecer la postura de cara al plebiscito constitucional del 4 de septiembre de 2022, los partidos de la coalición realizaron cónclaves en dependencias del ex Congreso Nacional de Chile el 4 de junio del mismo año. En dicha instancia, RN, la UDI y Evópoli confirmaron su apoyo de la opción «Rechazo», la cual resultó vencedora con casi el 62 % de votos totales.
Para las elecciones de consejeros constitucionales de 2023, a miras del nuevo Consejo Constitucional que redactará la nueva carta magna nacional, Chile Vamos conformó la lista «Chile Seguro», conformada justamente por los partidos de la coalición.

### Nuevo pacto parlamentario (2025)
El 15 de agosto de 2025 Chile Vamos acordó con el partido Demócratas un nuevo pacto parlamentario, denominado «Chile Grande y Unido», de cara a las elecciones parlamentarias que se realizarán el 16 de noviembre.

## Ideología

### Principios programáticos
En enero de 2015, se hicieron públicas las "Bases para la construcción de un nuevo gobierno para Chile", donde se definieron sus principios y orientaciones básicas. Uno de los principales dirigentes del nuevo conglomerado, señaló que «este nuevo referente busca enfrentar la creciente izquierdización de la Nueva Mayoría, que desde su instalación en el gobierno ha abandonado a la ciudadanía por su mirada ideológica de la realidad».
De acuerdo a este documento, la nueva coalición posee 18 principios comunes, señalando que «el centro de nuestra acción política es la persona humana y creemos que nacen libres e iguales en dignidad y derecho». Se agregó que se defenderá «a la familia como núcleo fundamental de la sociedad y la creencia del rol subsidiario y solidario del Estado». Asimismo, remarcó el «respeto y la promoción de derechos humanos, particularmente el derecho a la vida desde la concepción hasta la muerte natural».
En otro punto, señaló que «avanzaremos en base a grandes acuerdos nacionales para que los cambios sean duraderos en el tiempo y eficaces en su implementación (...) Creemos en una democracia representativa como sistema político, fortaleceremos las instituciones políticas para recuperar la confianza de la ciudadanía y fomentar la participación», agregaron.
Asimismo, la coalición manifestó ser partidaria de la economía social de mercado «que respete la libertad de las personas y genere más oportunidades para todos». Y, por último, agregaron que defenderán «la libertad de enseñanza, el derecho de los padres a elegir por sus hijos, el derecho de la familia a contribuir en la educación de sus hijos y, sobre todo, centraremos nuestros esfuerzos en mejorar la calidad de la educación de todos los establecimientos: públicos, subvencionados y privados».

## Composición

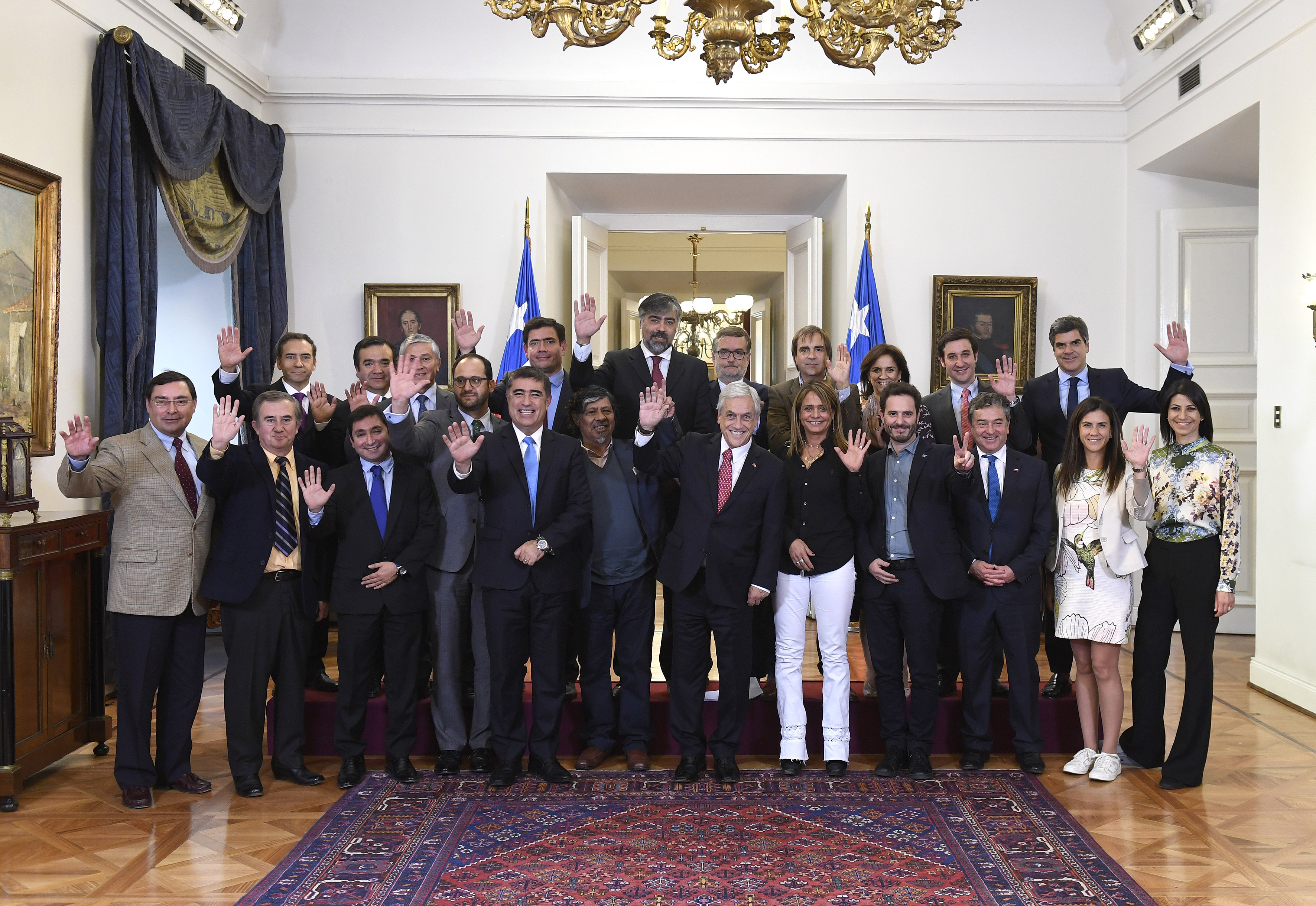
Dirigentes de partidos de Chile Vamos junto al presidente Sebastián Piñera en el Palacio de La Moneda, 18 de mayo de 2018.

Está conformada por la Unión Demócrata Independiente y Renovación Nacional, partidos que formaban parte de la Alianza y sus diversas denominaciones desde 1989, además de Evolución Política y el Partido Regionalista Independiente Demócrata —este último creado luego de la fusión del PRI con Democracia Regional Patagónica en 2018 y disuelto en 2022—.
Los líderes de los partidos que conforman la coalición son:
| Partido                       | Presidente             | Coalición anterior |
| ----------------------------- | ---------------------- | ------------------ |
| Unión Demócrata Independiente | Guillermo Ramírez      | Alianza            |
| Renovación Nacional           | Rodrigo Galilea        | Alianza            |
| Evolución Política            | Juan Manuel Santa Cruz | Alianza            |

### Consejo político
Hacia 2016 la coalición contaba con un consejo político conformado por 47 integrantes: 16 independientes, 10 de RN, 10 de la UDI, 6 de Evópoli y 5 del PRI. Al momento de su constitución, el consejo político estaba conformado por los siguientes integrantes:
| - Unión Demócrata Independiente: - Guillermo Ramírez - María José Hoffmann - Juan Antonio Coloma Correa - Patricio Melero - José Antonio Kast - Jaime Bellolio - Edmundo Eluchans - Jorge Castro - Francisco de la Maza - Andrés Chadwick - Evolución Política: - Jorge Saint-Jean - Andrés Molina - Lorena Recabarren - Felipe Morandé - Pedro Pablo Errázuriz - Luciano Cruz-Coke | - Renovación Nacional: - Mario Desbordes - Andrés Allamand - Alberto Espina - Carlos Larraín - Nicolás Monckeberg - Francisco Chahuán - Felipe Guevara - Manuel José Ossandón - José Miguel Arellano - Sergio Romero Pizarro - Partido Regionalista Independiente: - Eduardo Salas - Hugo Ortiz de Filippi - Yuri Olivares - Mario González Rubio - Alejandro Fuentes | - Independientes: - Sebastián Piñera - Soledad Arellano - Rosanna Costa - Karin Ebensperger - Ximena Rivas - Vicente Alti - Hugo Herrera - Julio Isamit - Sebastián Keitel - Felipe Larraín - Nicolás León - Carlos Llancaqueo - Pablo Ortúzar - Ricardo Sande - José Villagrán - Rosita Díaz |

Dentro de la coalición se conformó también la agrupación «Vamos Mujer», conformada por representantes femeninas de los partidos y movimientos políticos integrantes de Chile Vamos. La agrupación fue presentada el 9 de abril de 2016 en un acto en el edificio del ex Congreso Nacional en Santiago.

## Gobiernos
Entre el 11 de marzo de 2018 y el 11 de marzo de 2022, Chile Vamos gobernó el país bajo el segundo mandato de Sebastián Piñera.

### Presidentes de la República
| Nombre           | Inicio              | Término             | Cargo                      | Votación  | Votación | Votación  | Votación |
| ---------------- | ------------------- | ------------------- | -------------------------- | --------- | -------- | --------- | -------- |
| Sebastián Piñera | 11 de marzo de 2018 | 11 de marzo de 2022 | Presidente de la República | 2 417 216 | 36,64%   | 3 795 421 | 54,57%   |

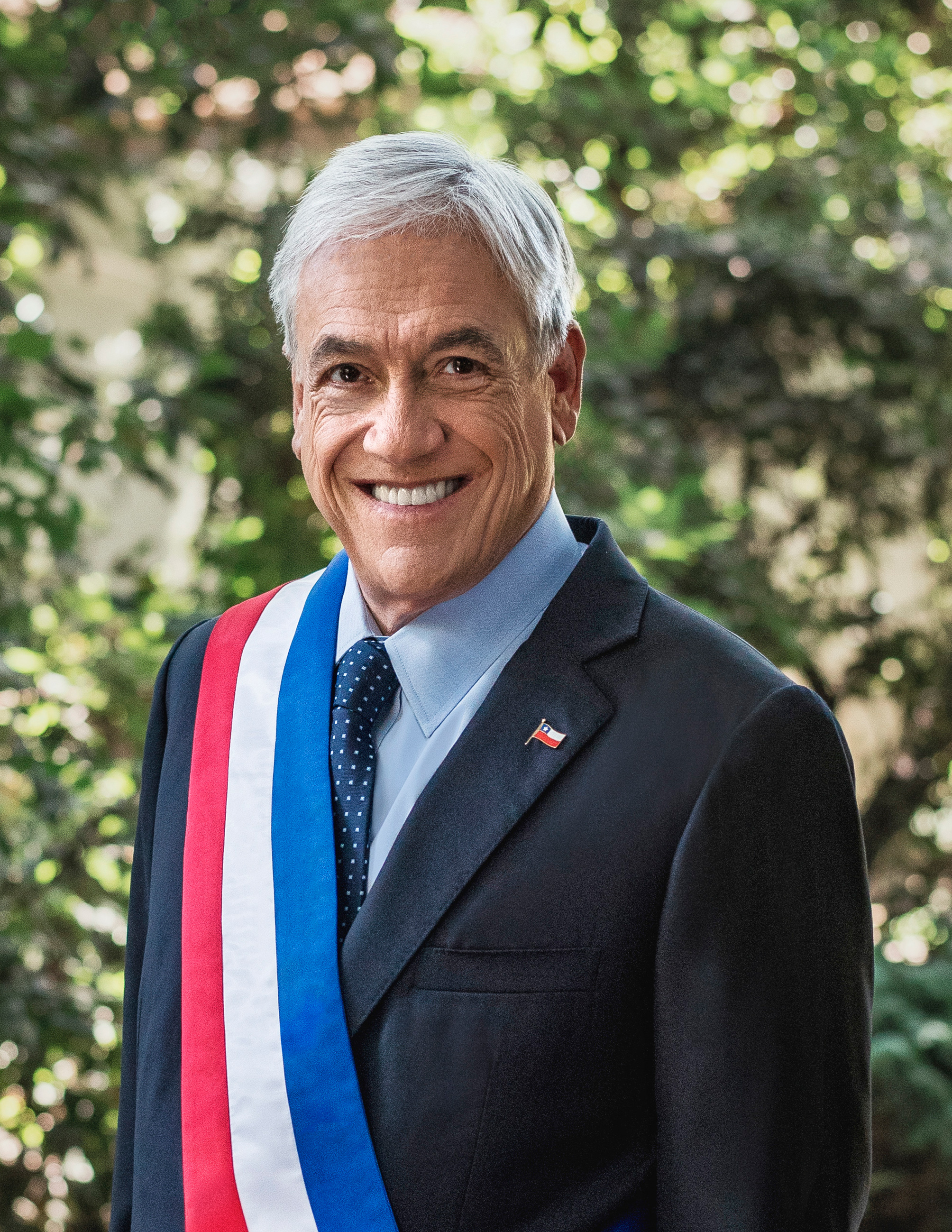
Sebastián Piñera (retrato oficial, 2018).

### Campañas
| Año  | Año       | Candidato        | Eslogan                     |
| ---- | --------- | ---------------- | --------------------------- |
| 2017 | 1ª vuelta | Sebastián Piñera | Tiempos mejores             |
| 2017 | 2ª vuelta | Sebastián Piñera | Únete a los tiempos mejores |

## Resultados electorales

### Elecciones presidenciales
| Elección | Candidato        | 1ª vuelta | 1ª vuelta | 2ª vuelta                | 2ª vuelta                | Resultado                |
| Elección | Candidato        | Votos     | %         | Votos                    | %                        | Resultado                |
| -------- | ---------------- | --------- | --------- | ------------------------ | ------------------------ | ------------------------ |
| 2017     | Sebastián Piñera | 2 418 540 | 36,64     | 3 796 918                | 54,57                    | Electo                   |
| 2021     | Sebastián Sichel | 898 510   | 12,79     | No pasó a segunda vuelta | No pasó a segunda vuelta | No pasó a segunda vuelta |
| 2025     | Evelyn Matthei   |           |           |                          |                          |                          |

### Elecciones parlamentarias
|  | 38,71 % |

|  | 37,70 % |

|  | 25,43 % |

|  | 27,86 % |

### Elecciones de consejeros regionales
|  | 41,43 % |

|  | 29,36 % |

### Elecciones de gobernadores regionales
|  | 19,40 % |

|  | 13,48 % |

|  | 24,74 % |

|  | 44,70 % |

### Elecciones municipales
|  | 38,45 % |

|  | 39,49 % |

|  | 26,01 % |

|  | 30,02 % |

### Elecciones de convencionales constituyentes
| Elección | Votos     | % de votos       | Escaños |
| -------- | --------- | ---------------- | ------- |
| 2021     | 1 173 198 | \| \| 20,56 % \| | 37/155  |
|          | 20,56 %   |                  |         |

### Elecciones de consejeros constitucionales
| Elección | Votos     | % de votos       | Escaños |
| -------- | --------- | ---------------- | ------- |
| 2023     | 2 064 454 | \| \| 21.06 % \| | 11/50   |
|          | 21.06 %   |                  |         |